# Base aérienne 124 Strasbourg-Entzheim
Pour les articles homonymes, voir Aéroport de Strasbourg.
La base aérienne 124 Strasbourg-Entzheim est une ancienne base aérienne de l'Armée de l'air française. Elle se situait au sein de l'aéroport de Strasbourg-Entzheim sur le territoire de la commune d'Entzheim, à 12 kilomètres au sud-ouest de Strasbourg, dans le département du Bas-Rhin.
Les infrastructures de la base sont aujourd'hui utilisées par l'aéroport de Strasbourg-Entzheim.

## Historique

### Contexte
Le premier aérodrome de l'agglomération strasbourgeoise fut celui du Polygone au Neuhof. Sa vocation étant principalement militaire, le développement de l'aviation civile au lendemain de la Première Guerre mondiale nécessita l'aménagement d'un nouveau terrain d'aviation. Le choix se porta sur la commune d'Entzheim au sud-ouest de Strasbourg. Le nouvel aérodrome est mis en service en février 1923, il s'agit alors d'un quadrilatère de 900 mètres sur 750 comportant une piste engazonnée et prenant place sur des champs appartenant aux hospices civils de Strasbourg.
L'aérodrome d'Entzheim est mis en sommeil lorsque débute la Seconde Guerre mondiale. Il est brièvement utilisé comme point de transit par les Allemands à partir de 1943. Après la libération de Strasbourg, en novembre 1944, l'aérodrome passe sous le contrôle des Alliés. La piste est allongée à 1 525 mètres grâce à des plaques métalliques. Il est utilisé par la 1re escadre de chasse de l'Armée de l'air française en avril 1945. De mai à octobre 1945, ce sont les trois groupes de la 3e escadre de chasse, équipés de Republic P-47 Thunderbolt, qui stationnent sur le site.

### La base aérienne 124
L'aérodrome redevient civil en 1946 mais dès la fin des années 1940, un projet prévoit l'aménagement d'une importante base aérienne aux normes OTAN à Entzheim.
Une nouvelle piste en béton de 2 400 mètres est réalisée, celle-ci est décalée d'environ 30° par rapport à la piste d'origine. Les nouvelles infrastructures sont construites par les Américains qui désiraient disposer de bases aériennes en France en vue d'un éventuel conflit avec l'Union soviétique. Les travaux de la base débutent en 1950 et s'achèvent en 1959.
L'Armée de l'air se voit accorder en 1955 une autorisation d’occupation temporaire, transformée en 1966 en « concession d’outillage ».
Le 29 septembre 1959, la 33e escadre de reconnaissance s'installe sur la base. Le premier escadron qui se pose à Entzheim est le 3/33 "Moselle" en provenance de Cognac.
La base aérienne d'opérations 124 Strasbourg-Entzheim est officiellement inaugurée le 5 novembre 1959.
L'escadron 2/33 "Savoie" arrive à Entzheim le 16 mars 1960 tandis que le 1/33 "Belfort" est déployé à Lahr en Allemagne jusqu'en juin 1961 puis à Luxeuil. Les trois escadrons sont regroupés au sein de la 33e brigade aérienne à partir du 1er avril 1960. Ils sont équipés de RF-84F Thunderflash.
Le 1er septembre 1962, l'escadron de reconnaissance photographique 1/32 "Armagnac" est créé sur la base. Il est dissous le 31 mars 1965.

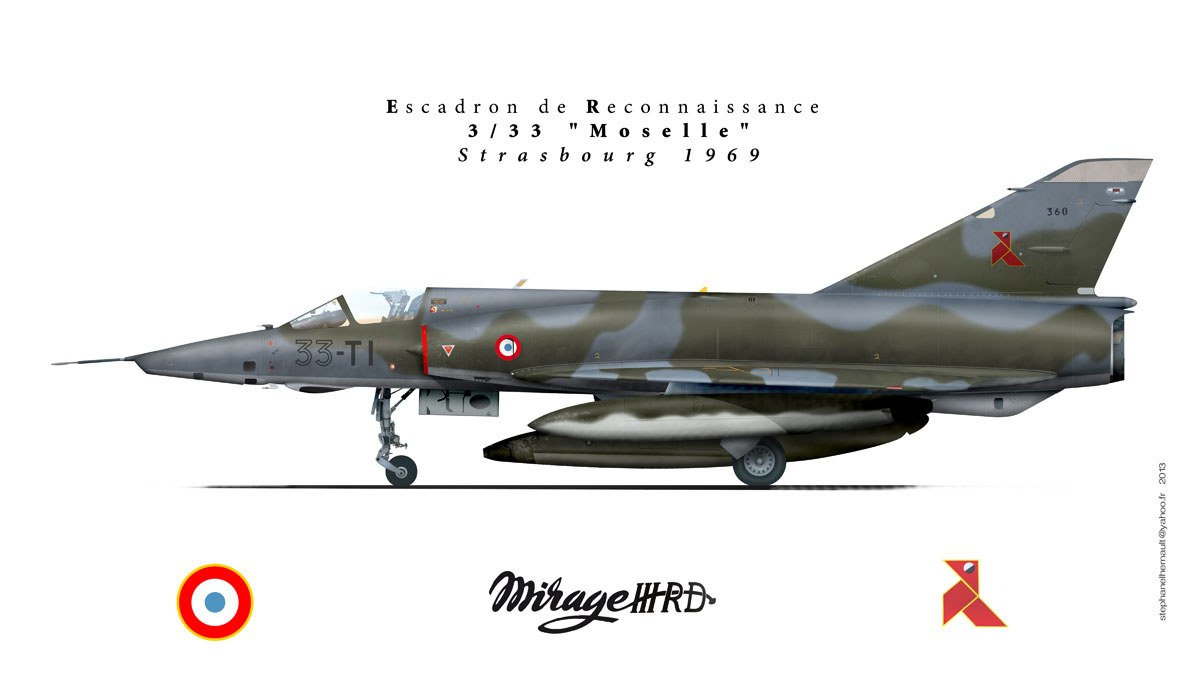
Mirage IIIRD du 3/33 Moselle.

Le 3/33 "Moselle" reçoit des Mirage IIIR et Mirage IIIB en 1963. En janvier 1964, c'est au tour du 2/33 d'être doté de Mirage III.
Les derniers RF-84F quittent la base le 18 août 1966. Le 1/33 "Belfort" est transféré à Entzheim le 1er janvier 1967.
Le 1er avril 1968, le 3/33 "Moselle" est équipée de Mirage IIIRD. À partir du 1erdécembre 1970, le 2/33 "Savoie" devient la seule unité de l'Armée de l'air française disposant d'une capacité de prises de vues infrarouges.
Les dix hangars du 2/33 et du 3/33 sont achevés début 1975.
Le 7 juillet 1983, la base accueille ses premiers Mirage F1 CR destinés au 2/33. Une station aérotransportable de reconnaissance (SARA) est mise en service sur la base en 1984. Le 1/33 reçoit également des Mirage F1 CR entre décembre 1985 et juin 1986 puis entre octobre 1987 et juin 1988 pour le 3/33.
La 33e escadre participe à l'opération Épervier à partir du 19 mars 1986 puis à l'opération Tempête du désert en 1991. Grâce à sa participation à la guerre du Golfe, la 33e escadre reçoit la Croix de guerre des Théâtres d'opérations extérieurs. Elle participe également à l'opération Aconit. À partir d'avril 1993, elle se déploie à Istrana en Italie afin d'assurer une surveillance aérienne de la Yougoslavie.

### Fermeture
Le 16 avril 1992, le ministre de la Défense Pierre Joxe annonce une série de restructurations au sein des Armées. Parmi celles-ci figure la fermeture de la base aérienne de Strasbourg-Entzheim qui disposait alors de 45 Dassault Mirage F1 et employait 2 000 personnes. Strasbourg-Entzheim est une plate-forme mixte (militaire et civile) or le trafic civil est en constante augmentation ce qui entraine un accroissement des charges de la base aérienne.
Le 1er septembre 1994, la base aérienne 124 ferme ses portes. La propriété des terrains et des bâtiments est transférée à l'aéroport qui voit sa superficie passer de 18 ha à 272 ha. Les escadrons quant à eux sont soit transférés vers la base aérienne 112 Reims-Champagne, soit dissous.
L'insigne de la BA 124 reprenait le blason de Strasbourg sur lequel était superposée la silhouette d'un avion de chasse.

### Reconversion des infrastructures
L'ancienne zone de vie de la base a été transformée en parc d'activités. S'y trouvent notamment l'aérogare de fret, la direction interdépartementale de la Police aux frontières à Strasbourg, un bureau des douanes ainsi que la brigade de surveillance intérieure des douanes de Strasbourg-Entzheim. Trente studios, loués à des personnes travaillant sur la plate-forme aéroportuaire, ont été aménagés dans l'ancien bâtiment des officiers. L'association « Les ailes historiques du Rhin » occupe un ancien hangar dans lequel est aménagé un petit musée sur l'histoire de l'aviation en Alsace, celui-ci est occasionnellement ouvert au public. Les marguerites existent toujours mais sont désormais inutilisées. Certaines zones (ancien dépôt des essences, marguerites) et bâtiments appartiennent encore à l'armée. 
Une zone d'entrainement, comportant plusieurs bâtiments désaffectés, a également été aménagée. Elle est utilisée par l'armée mais aussi par les CRS, le RAID et les pompiers.

## Unités
La base accueillait la 33e escadre de reconnaissance composée de : 
- l'escadron de reconnaissance 1/33 Belfort ;
- l'escadron de reconnaissance 2/33 Savoie ;
- l'escadron de reconnaissance 3/33 Moselle.